# Tudo por Amor (álbum)
Tudo Por Amor é o décimo-sétimo álbum de estúdio da dupla sertaneja Chitãozinho & Xororó, lançado em 1993. Os maiores sucessos desse álbum são "Palavras (Words)" (que teve a participação de Bee Gees), "Deixa", "Vá Pro Inferno Com o Seu Amor" e "Pensando Em Minha Amada", que fez parte da trilha sonora da novela Mulheres de Areia, exibida pela TV Globo.

## Faixas
| N.º            | Título                              | Compositor(es)                                                         | Duração |  |
| 1.             | "Deixa (Deja)"                      | Roberto Livi / Rudy Pérez (versão: Chitãozinho & Xororó)               | 3:43    |  |
| 2.             | "40 e 20 (40 y 20)"                 | Roberto Livi (versão: Chitãozinho & Xororó)                            | 3:33    |  |
| 3.             | "Pode Ser Pra Valer"                | Joel Marques / Maracaí                                                 | 3:36    |  |
| 4.             | "Guadalupe"                         | Roberto Livi / Alberto Campoy (versão: Chitãozinho & Xororó)           | 3:45    |  |
| 5.             | "Vá Pro Inferno Com Seu Amor"       | Meirinho / José Rico                                                   | 3:17    |  |
| 6.             | "Pensando Em Minha Amada"           | Serginho Sá / Carlos Colla                                             | 3:40    |  |
| 7.             | "Confidências"                      | Paulo Debétio / Paulinho Rezende                                       | 4:25    |  |
| 8.             | "Palavras (Words)" (part. Bee Gees) | Barry Gibb / Robin Gibb / Maurice Gibb (versão: Roberto Livi / Xororó) | 3:21    |  |
| 9.             | "Tudo Por Amor"                     | José Augusto / Paulo Sérgio Valle                                      | 4:45    |  |
| 10.            | "Razão Pra Chorar"                  | Zezé Di Camargo                                                        | 4:08    |  |
| 11.            | "Coração Deserto"                   | José Augusto / Paulo Sérgio Valle                                      | 4:15    |  |
| Duração total: | Duração total:                      | Duração total:                                                         | 42:46   |  |